# Ratcheuma excorne
Ratcheuma excorne är en mångfotingart som beskrevs av Sergei I. Golovatch 1985. Ratcheuma excorne ingår i släktet Ratcheuma och familjen Anthroleucosomatidae. Inga underarter finns listade i Catalogue of Life.